# Distretto di Mohács
Il distretto di Mohács (in ungherese Mohácsi járás) è un distretto dell'Ungheria, situato nella provincia di Baranya.